# Majdan (Šekovići, BiH)
Majdan je naselje u općini Šekovići, Republika Srpska, BiH.